# رباعي كلوريد ثنائي الفسفور
رباعي كلوريد ثنائي الفوسفور هو مركب كيميائي ينتمي إلى هاليدات الفوسفور، صيغته P2Cl4، ويوجد على شكل سائل عديم اللون.

## التحضير
يمكن أن يحضر المركب من تفاعل اختزال بتكثيف ثلاثي كلوريد الفوسفور بوجود بخار من فلز النحاس. كما يمكن أن تتم عملية الاختزال بوجود جو من غاز الهيدروجين.

## الخواص
يوجد المركب في الشروط القياسية على شكل سائل عديم اللون، ويكون للفوسفور في هذا المركب في حالة أكسدة مقدارها +2، وترتبط الذرات فيما بينها بروابط أحادية؛ ولذلك يمكن اعتبار هذا الهاليد كلوريداً للفوسفور الثنائي. لا يعد هذا المركب مستقراً في الشروط العادية، إذ يتفاعل مع الماء والرطوبة، ويتفكك عند درجات حرارة أعلى من 0 °س؛